# Bon Iver
Bon Iver est un groupe d’électro-folk indie américain fondé en 2006 par l’auteur-compositeur-interprète Justin Vernon. Il s’agissait initialement d’un projet solo.
Puis le groupe s’est élargi avec l’arrivée de nouveaux membres au fil des années : Justin Vernon (chant, guitare), Sean Carey (batterie, claviers, chant), Michael Lewis (chant, guitare baryton, guitare, violon, saxophone), Matthew McCaughan (batterie, basse, chant), Andrew Fitzpatrick (guitare, claviers, chant) et Jenn Wasner (guitare, claviers, chant).
Le nom « Bon Iver » est dérivé de l'expression française « bon hiver », tirée d'un épisode de la série américaine Northern Exposure (Bienvenue en Alaska en France) dont Justin Vernon est fan.
Le groupe a notamment remporté en 2012 un Grammy Award du Meilleur nouvel artiste et du Meilleur album de musique alternative pour son album éponyme Bon Iver.

## Débuts
À la suite de la séparation de son premier groupe de jeunesse nommé DeYarmond Edison, Justin Vernon retourne à Eau Claire dans son Wisconsin natal. A cette séparation musicale s’ajoute une rupture sentimentale pour Vernon, se mêlant une longue période de convalescence due à une mononucléose.
C’est en 2006, durant cette période difficile que Vernon part s’isoler dans la cabane de chasse de son père, située dans le Nord du Wisconsin. Il enregistre alors de la musique avec quelques guitares, une petite plate-forme d'enregistrement, le logiciel Protools et un micro SM57.

## For Emma, Forever Ago et Blood Bank (2006-2010)
Le premier album de Bon Iver est enregistré durant cette période d'isolement, avec peu de moyens. Vernon fait par la suite écouter ses maquettes à ses amis et reçoit des réactions très encourageantes. Il décide de sortir lui-même les chansons dans leur état actuel. Selon son manager Kyle Frenette, une première série de 500 CD a été pressée, et certains exemplaires ont été envoyés à la presse musicale. L'album reçoit de nombreuses critiques positives de la presse et notamment du très influent site de musique Pitchfork. Plusieurs labels s’intéressent alors au projet, et Vernon signe finalement un contrat avec le label indépendant Jagjaguwar en 2007.
Le premier album de Bon Iver nommé For Emma, Forever Ago sort le 19 février 2008 aux États-Unis, le 12 mai 2008 en France et est acclamé par la critique,,.
En 2009 parait un EP nommé Blood Bank composé de quatre titres. Puis en 2010, Bon Iver collabore avec Kanye West sur le morceau "Lost in the World" qui commence par un extrait du morceau "Woods" issu de son EP.
Vernon a par ailleurs collaboré aux morceaux "Monster" et  "Dark Fantasy", tous deux issus de l'album de Kanye West My Beautiful Dark Twisted Fantasy.
Bon Iver participe à la bande originale du film Twilight, chapitre II : Tentation aux côtés de St. Vincent avec un morceau intitulé Rosyln.

## Bon Iver (2011-2012)
Le deuxième album éponyme du groupe parait le 20 juin 2011.
Il est composé de 10 chansons et prend une nouvelle direction musicale. Vernon a fait appel à différents musiciens comme le saxophoniste Colin Stetson et ou le guitariste Greg Leisz. Chaque chanson du cet album représente un lieu. Il est bien plus richement arrangé que le premier opus, avec davantage de cordes notamment, des percussions plus omniprésentes (le groupe se produit avec deux batteries en concert), un saxophone, un clavier, ainsi que quelques légers arrangements électroniques. La même année, Jagjaguwar sort une version Deluxe de l'album accompagnée de vidéos inspirées des morceaux et d'illustrations.
L’album a été enregistré dans une ancienne clinique vétérinaire transformée en studio d’enregistrement (nommé April Base Studios) à Fall Creek dans le Wisconsin, propriété de Vernon et son frère.
L’album est acclamé par la critique et reçoit en 2012 le Grammy Award du Meilleur album de musique alternative. Bon Iver remporte quant à lui le Grammy Award du Meilleur nouvel artiste.
L’album fait l’objet d’une réédition pour les 10 ans de sa sortie, augmentée de 5 titres enregistrés en live.
Devant ce succès , le maire de la ville de Milwaukee décide de rendre le 22 juillet 2011 férié, en hommage à Bon Iver, dont la musique « embrasse l'héritage du Wisconsin », devenant ainsi « un ambassadeur international pour le Milwaukee et le Wisconsin ». Sont de la partie le saxophoniste Colin Stetson ainsi que le guitariste Greg Leisz (Wilco).
Vernon collabore avec James Blake sur le morceau "Fall Creek Boys Choir" paru le 1er janvier 2011.   

## 22, A Million (2016)
En novembre 2012, le groupe a annoncé son intention de faire une pause, Justin Vernon, leader du groupe, explique être angoissé par la célébrité et le succès des deux premiers albums.
Le troisième album du groupe nommé 22, A Million sort le 30 septembre 2016,. L'histoire de cet album commence à la suite d'une crise de panique dont est victime Vernon durant des vacances en Grèce. Il se répète alors pour se sentir mieux « This feeling might be over soon » (« Ce sentiment pourrait bientôt disparaître » en français). Ces paroles se retrouvent sur le premier morceau de l’album.
L’album arbore des sonorités plus électroniques que dans les précédents opus. Vernon conçoit même avec l’aide de l’ingénieur Chris Messina un instrument électronique unique baptisé "The Messina" qui "décompose décompose, brouille et aliène la voix bouleversante de Vernon, créant artefacts et sonorités qui semblent jouer les échos".
Le groupe collabore avec Eminem sur le morceau "Fall" figurant sur l’album Kamikaze. Vernon exprimera par la suite ses regrets concernant cette collaboration, notamment dû aux propos homophobes tenus par le rappeur dans la chanson.
Il collabore de nouveau avec James Blake avec le titre I Need A Forest Fire issu de l’album The Color In Anything.
Bon Iver participe à la bande originale du film Creed II avec le morceau Do You Need Power?.
Il participe à l’album collaboratif Kids See Ghosts de Kanye West et Kid Cudi paru en 2018.

## i,i (2019-2024)
Le quatrième album du groupe nommé i,i paraît le 9 août 2019. Enregistré par le groupe à April Base, situé à Fall Creek puis à Sonic Ranch au Texas en février et mars 2019. Un documentaire publié sur YouTube accompagne la sortie du disque.
L’intitulé des morceaux, d’apparence cryptique, renvoient soit aux prénoms de certain musicien ayant collaboré à l’album (Naeem, Marion), d’autres sont titrés à partir des pronoms “moi”, “toi”, “nous” stylisés (Yi, We, U (Man Like). Le titre de l’album quant à lui « interroge sur la place du “soi”. Il questionne l’interdépendance des individus, représentée ici par une simple virgule, comme l’importance d’être connectés […] une prise de conscience à vocation universelle. “Plus je vieillis et plus je me rends compte que nous sommes un tout. Nous tous, en tant qu’individus, formons un seul et même organisme.” ».
La formation fait paraître en 2020 deux titres. La premier PDLIF est l’acronyme de "Please Don’t Live in Fear". L’intégralité des recettes de cette chanson sont reversées à l’organisation Direct Relief ayant pour mission de protéger les professionnels de la santé pendant la crise de la COVID-19.
Le second titre se nomme AUATC, signifiant "Ate Up All Their Cake" sur lequel on retrouve Bruce Springsteen et Jenny Lewis.
Le groupe verse 5 % de ses royalties engendrées en 2020 à l’association 2 A Billion qui lutte contre l’inégalité des genres, les violences sexuelles et domestiques.
Le groupe apparait sur le deuxième single du 8e album de Taylor Swift, intitulé Exile, sorti le 3 août 2020. Le duo connaît un important succès commercial avec leur single, qui atteint la 6e place aux États-Unis et est certifié disque d'or dans le pays. Ils collaborent une nouvelle fois ensemble sur l'album evermore de Taylor Swift sorti le 11 décembre 2020.
La formation participe à la bande originale du film Don’t look Up sorti en 2021 avec le morceau Second Nature.
Bon Iver signe un duo avec le groupe The National intitulé Weird Goodbyes paru en 2022.
Après une absence de 5 ans sans faire paraître de nouvelle musique, le groupe sort en octobre 2024 un Extended Play de trois titres nommé Sable. Les morceaux ont été enregistrés entre 2020 et 2023 à April Base. Ce nouvel EP sonne comme un retour au sonorité de son premier album. Une musique folk épurée et intimiste.
Le même mois Bon Iver signe un duo avec Charli XCX sur le morceau I think about it all the time, issu de la réédition de son album Brat.

## SABLE, fABLE (2025)
Le groupe fait apparaître à l’automne 2024 un EP nommé SABLE, composé de trois titres. Cet opus est en réalité la première partie d’un nouvel album SABLE, fABLE sorti le 11 avril 2025,. 
Les trois premières chansons qui composent ce nouvel opus sont nées à la suite d'une longue dépression, qui connaît son paroxysme lors de la pandémie de Covid-19. SABLE est considéré comme un prologue. fABLE est la continuité heureuse de l’album, illustration du travail de Justin Vernon à démêler une douleur et une anxiété accumulées depuis deux décennies,.
La partie SABLE de l'album emprunte des sonorités folk et minimalistes. fABLE présente un son plus contemporain et électronique. 
La majorité de l'album a été enregistrée dans le studio April Base dans le Wisconsin, après des années de sommeil pour rénovation. La genèse conceptuelle de l'album a eu lieu le 22 février 2022, lorsque le producteur Jim-E Stack a rejoint Vernon au studio. Parmi les artistes figurants sur l’album on retrouve des collaborateurs habituels du groupe dont Greg Leisz à la pedal steel guitar, Rob Moose au violon, Michael Lewis au saxophone, Trever Hagen à la trompette et Danielle Haim, Dijon Duenas et Flock of Dimes comme invités de circonstance. 
Le groupe a indiqué dans une déclaration que : « Les quatre albums précédents étaient un cycle de saisons qui est maintenant terminé ; SABLE, fABLE est une toile pour la vérité mise à nu ». Le dernier morceau de l'album s'intitule Au revoir. 

## Discographie
- 2008 : For Emma, Forever Ago
- 2009 : Blood Bank (EP)
- 2011 : Bon Iver, Bon Iver
- 2016 : 22, A Million
- 2019 : i,i
- 2025 : SABLE, fABLE

### Participation
- 2009 : Dark Was the Night, Brackett, W9 et Big Red Machine (sous le nom de Justin Vernon)
- 2010 : Monster (Kanye West featuring Rick Ross, Jay-Z, Justin Vernon & Nicki Minaj) et Lost in the World sur l'album de Kanye West My Beautiful Dark Twisted Fantasy
- 2011 : Fall Creek Boys Choir (en) (avec James Blake, produit par James Blake et Justin Vernon)
- 2020 : Exile (en duo avec Taylor Swift sur l'album Folklore)
- 2020 : Evermore (en duo avec Taylor Swift sur l'album Evermore)

### Utilisation de ses titres
- La chanson Woods apparait dans l'épisode 8 de la saison 3 de la série britannique Skins et a été samplée par Kanye West pour la chanson Lost In The World de son album My Beautiful Dark Twisted Fantasy.
- La chanson Blindsided apparaît dans l'épisode 13 de la saison 5 de Grey's Anatomy.
- La chanson Skinny Love apparaît dans  Summertime, premier film du réalisateur Matthew Gordon, dans l'épisode 1 de la saison 5 de Grey's Anatomy. Elle est utilisée en chanson d'ouverture du film Stories We Tell de Sarah Polley et dans l'épisode 3 de la saison deux de Chuck.
- Trois autres chansons apparaissent dans la saison 2 de la série Chuck : Blood Bank durant l'épisode 18, Creature Fear et Team lors de l'épisode 21.
- La chanson Re Stacks apparaît dans le dernier épisode de la saison 4 de la série Dr House et dans l'épisode 4 de la saison 4 de la série Misfits.
- La chanson Flume apparaît dans l'avant dernier épisode de la saison 7 de la série Dr House, dans l'épisode 7 de la saison 3 de la série britannique Skins, dans l'épisode 1 de la saison 1 de la série américaine Rectify (diffusée sur Arte) et a été reprise par Peter Gabriel dans l'album Scratch my Back sorti le 15 février 2010.
- La chanson Holocene apparaît dans l'épisode 10 de la saison 2 de la série culte Sense8 , dans l'épisode 6 de la saison 3 de la série Misfits et dans la BO du film Nouveau Départ et du film Le Rôle de ma vie de Zach Braff. Elle apparait également dans la BO du film Le Juge de David Dobkin.
- La chanson Wash  apparaît dans la BO du film De rouille et d'os.
- La chanson The Wolves apparaît dans le générique de fin de The Place Beyond the Pines de Derek Cianfrance, dans la BO du film De rouille et d'os et à la fin de l'épisode 8 de la première saison de la série télévisée américaine United States of Tara.
- La chanson Perth apparaît dans un documentaire rendant hommage à l'acteur Heath Ledger produit par Arte : Heath Ledger, le bien-aimé des Dieux.
- La chanson Hinnom, TX apparaît dans la BO du film Warm Bodies.
- La chanson Roslyn (en duo avec St. Vincent) apparaît dans la BO du film Twilight, chapitre II : Tentation.
- La chanson Heavenly Father apparaît dans la BO du film Le Rôle de ma vie de Zach Braff. Elle a été créée spécialement pour le film.

### Reprises
- La reprise de Skinny Love est le premier single de la chanteuse Birdy de son album homonyme.
- La chanson Flume a été reprise par Cœur de pirate sur son album de reprises anglophones Trauma, et par Peter Gabriel sur son album Scratch My Back.